# NBA All-Star Game 1975
L'NBA All-Star Game 1975, svoltosi a Phoenix, vide la vittoria finale della Eastern Conference sulla Western Conference per 108 a 102.
Walt Frazier, dei New York Knicks, fu nominato MVP della partita.

## Squadre

### Western Conference
| Western Conference  |                        |     |     |     |     |     |     |     |     |
| Giocatore           | Squadra                | MIN | FGM | FGA | FTM | FTA | RIM | AST | PT  |
| Rick Barry          | Golden State Warriors  | 38  | 11  | 20  | 0   | 0   | 5   | 8   | 22  |
| Spencer Haywood     | Seattle SuperSonics    | 17  | 1   | 9   | 0   | 0   | 3   | 0   | 2   |
| Kareem Abdul-Jabbar | Milwaukee Bucks        | 19  | 3   | 10  | 1   | 2   | 10  | 3   | 7   |
| Nate Archibald      | Kansas City Kings      | 36  | 10  | 15  | 7   | 8   | 2   | 6   | 27  |
| Gail Goodrich       | Los Angeles Lakers     | 15  | 2   | 4   | 0   | 0   | 1   | 4   | 4   |
| Sidney Wicks        | Portland Trail Blazers | 23  | 7   | 19  | 2   | 3   | 9   | 1   | 16  |
| Bob Lanier          | Detroit Pistons        | 12  | 1   | 4   | 0   | 0   | 7   | 2   | 2   |
| Charlie Scott       | Phoenix Suns           | 16  | 1   | 6   | 0   | 0   | 2   | 1   | 2   |
| Dave Bing           | Detroit Pistons        | 12  | 0   | 2   | 2   | 2   | 0   | 1   | 2   |
| Bob Dandridge       | Milwaukee Bucks        | 18  | 2   | 6   | 0   | 0   | 2   | 1   | 4   |
| Sam Lacey           | Kansas City Kings      | 17  | 2   | 6   | 2   | 2   | 7   | 1   | 6   |
| Jim Price           | Milwaukee Bucks        | 17  | 3   | 9   | 2   | 2   | 2   | 0   | 8   |
| Totale              |                        | 240 | 43  | 110 | 16  | 19  | 50  | 28  | 102 |
| All. Al Attles      | Golden State Warriors  |     |     |     |     |     |     |     |     |

MIN: minuti. FGM: tiri dal campo riusciti. FGA: tiri dal campo tentati. FTM: tiri liberi riusciti. FTA: tiri liberi tentati. RIM: rimbalzi. AST: assist. PT: punti

### Eastern Conference
| Eastern Conference |                    |     |     |     |     |     |     |     |     |
| Giocatore          | Squadra            | MIN | FGM | FGA | FTM | FTA | RIM | AST | PT  |
| John Havlicek      | Boston Celtics     | 31  | 7   | 12  | 2   | 2   | 6   | 1   | 16  |
| Elvin Hayes        | Washington Bullets | 17  | 2   | 6   | 0   | 0   | 5   | 2   | 4   |
| Bob McAdoo         | Buffalo Braves     | 26  | 4   | 9   | 3   | 3   | 6   | 2   | 11  |
| Walt Frazier       | New York Knicks    | 35  | 10  | 17  | 10  | 11  | 5   | 2   | 30  |
| Earl Monroe        | New York Knicks    | 25  | 3   | 8   | 3   | 5   | 3   | 2   | 9   |
| Rudy Tomjanovich   | Houston Rockets    | 14  | 0   | 3   | 0   | 0   | 3   | 0   | 0   |
| Wes Unseld         | Washington Bullets | 15  | 2   | 3   | 2   | 2   | 6   | 1   | 6   |
| Phil Chenier       | Washington Bullets | 23  | 4   | 8   | 1   | 2   | 2   | 1   | 9   |
| Dave Cowens        | Boston Celtics     | 15  | 3   | 7   | 0   | 0   | 6   | 3   | 6   |
| Steve Mix          | Philadelphia 76ers | 11  | 2   | 5   | 0   | 0   | 2   | 0   | 4   |
| Jo Jo White        | Boston Celtics     | 13  | 1   | 2   | 5   | 6   | 1   | 4   | 7   |
| Paul Silas         | Boston Celtics     | 15  | 2   | 4   | 2   | 2   | 2   | 2   | 6   |
| Totale             |                    | 240 | 40  | 84  | 28  | 33  | 47  | 20  | 108 |
| All. K.C. Jones    | Washington Bullets |     |     |     |     |     |     |     |     |

MIN: minuti. FGM: tiri dal campo riusciti. FGA: tiri dal campo tentati. FTM: tiri liberi riusciti. FTA: tiri liberi tentati. RIM: rimbalzi. AST: assist. PT: punti